# Сардіс (Джорджія)
Сардіс (англ. Sardis) — місто (англ. city) в США, в окрузі Берк штату Джорджія. Населення — 995 осіб (2020).

## Географія
Сардіс розташований за координатами 32°58′30″ пн. ш. 81°45′41″ зх. д. / 32.97500° пн. ш. 81.76139° зх. д. (32.975073, -81.761510).  За даними Бюро перепису населення США в 2010 році місто мало площу 4,05 км², з яких 4,01 км² — суходіл та 0,04 км² — водойми.

## Демографія
Згідно з переписом 2010 року, у місті мешкало 999 осіб у 371 домогосподарстві у складі 254 родин. Густота населення становила 247 осіб/км².  Було 441 помешкання (109/км²).
Расовий склад населення:
| - 54,9 % — чорних або афроамериканців - 43,6 % — білих - 0,4 % — корінних американців |

До двох чи більше рас належало 1,1 %. Частка іспаномовних становила 0,7 % від усіх жителів.
За віковим діапазоном населення розподілялося таким чином: 29,5 % — особи молодші 18 років, 56,9 % — особи у віці 18—64 років, 13,6 % — особи у віці 65 років та старші. Медіана віку мешканця становила 33,4 року. На 100 осіб жіночої статі у місті припадало 91,0 чоловіків;  на 100 жінок у віці від 18 років та старших — 81,0 чоловіків також старших 18 років.
Середній дохід на одне домашнє господарство  становив 35 171 долар США (медіана — 29 886), а середній дохід на одну сім'ю — 33 850 доларів (медіана — 27 813). Медіана доходів становила 41 071 долар для чоловіків та 26 917 доларів для жінок. За межею бідності перебувало 41,1 % осіб, у тому числі 57,0 % дітей у віці до 18 років та 19,1 % осіб у віці 65 років та старших.
Цивільне працевлаштоване населення становило 269 осіб. Основні галузі зайнятості: освіта, охорона здоров'я та соціальна допомога — 32,3 %, виробництво — 15,2 %, транспорт — 9,3 %, роздрібна торгівля — 8,6 %.